# Parní vůz

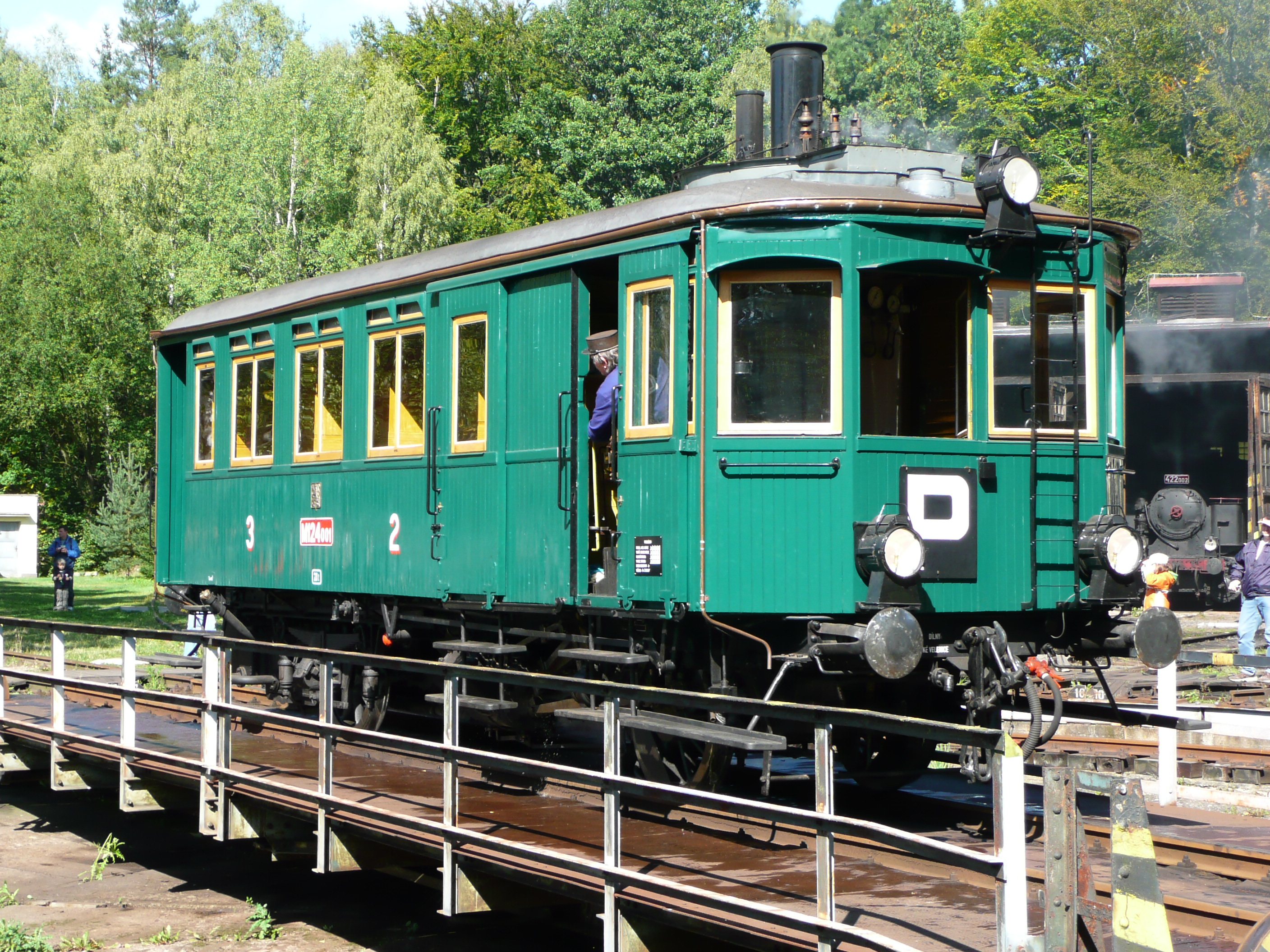
Parní vůz M 124.001

Parní vůz je kolejové vozidlo poháněné párou. Nejedná se o klasickou parní lokomotivu, ale o kolejový vůz s parním strojem, s prostorem pro strojvedoucího a pro pasažéry nebo náklad, případně obojí. Parní vůz mohl být používán samostatně či s přípojným vozem tvořil vlakovou soupravu.
V Česku se zachoval jeden parní vůz řady M 124.0 (M 124.001), který je deponován v Železničním muzeu v Lužné u Rakovníka. Dalšími stroji používanými Císařsko-královskými státními dráhami a později Československými státními dráhami byly parní vozy řad kkStB 1.4 či M 113.0. V Německu byl hojně využíván motorový vůz Württembergischer DW 8 1905.